# Saint-Saphorin-sur-Morges
Ne doit pas être confondu avec Saint-Saphorin ou Saint-Symphorien.
Saint-Saphorin-sur-Morges est une localité dans la commune d'Échichens et une ancienne commune suisse du canton de Vaud, située dans le district de Morges.

## Patrimoine bâti
Temple réformé (ancienne église Saint-Symphorien), reconstruit en 1731-1732 selon les plans simplifiés de l'architecte lausannois Guillaume Delagrange. Transformation de la façade occidentale et construction du clocher en 1905. À l'intérieur, un imposant monument funéraire du seigneur du lieu, François-Louis de Pesmes (1668-1737), installé vers 1740 et probablement dû au sculpteur Johann August Nahl, a été brisé en 1802 mais a pu être restauré en 1965-1966 grâce à au projet de monument, conservé dans les archives. Vitraux 1904 par Pierre Chiara.      
La localité compte sur son territoire un château du XVIIIe siècle, propriété de la famille de Mestral.

## Fusion de communes
Le 1er juillet 2011, Saint-Saphorin-sur-Morges a fusionné avec les communes de Colombier, Échichens  et Monnaz pour former la nouvelle commune d'Échichens.

## Armoiries
Les armoiries de la commune étaient d'argent à la croix de sable chargée de cinq molettes du premier.

## Personnalités
François-Louis de Pesme de Saint-Saphorin (1668-1737), militaire, marin et diplomate, fut commandant en chef (avec le titre de vice-amiral) de la flotte du Danube, avec laquelle il combattit les Turcs (siège de Belgrade, bataille de Petervaradin, désastre du Tibisque). Il fit bâtir le château actuel ; il est né et mort à Saint-Saphorin. Sa fille, Judith-Louise, épousa Gabriel-Henri de Mestral, alors seigneur de Pampigny. 
Georges de Mestral, l'inventeur du Velcro, dont la famille possède le château (il en fut lui-même propriétaire), est originaire de la commune.